# Traktat o zakazie broni jądrowej w Ameryce Łacińskiej i na Karaibach
Traktat o zakazie broni jądrowej w Ameryce Łacińskiej i na Karaibach (Traktat z Tlatelolco, ang. Treaty for the Prohibition of Nuclear Weapons in Latin America and the Caribbean, Treaty of Tlatelolco) – podpisany 14 lutego 1967 roku układ ustanawiający strefę bezatomową na obszarze Ameryki Łacińskiej i Karaibów. Ratyfikowały go 33 państwa regionu. Depozytariuszem zgodnie z art. 26 jest Meksyk. Porozumienie weszło w życie 25 kwietnia 1969. Zarejestrowane przez Sekretariat ONZ zgodnie z art. 102 Karty Narodów Zjednoczonych 26 kwietnia 1969.